# Port Lions
Port Lions est une localité d'Alaska aux États-Unis dans le Borough de l'île Kodiak dont la population était de 194 habitants en 2010.

## Situation - climat
Elle est située dans l'anse Settler, sur la côte nord de l'île Kodiak, à 398 km d'Anchorage.
Le climat est maritime, avec des nuages fréquents et du brouillard. Le vent peut y être très fort de décembre à février. Les températures vont de −7 °C à 16 °C.

## Histoire - activités
Le village a été fondé en 1964 par les habitants d'Afognak, sur l'île Afognak, qui avaient du fuir après que leurs habitations aient été détruites par le tsunami qui a suivi le séisme de 1964 en Alaska. Il doit son nom au Lions Club qui en a financé la reconstruction.
Pendant longtemps, une importante conserverie s'y trouvait, mais elle a brûlé en 1975, ensuite un bateau de traitement du poisson y a été opérationnel de 1975 à 1980. Actuellement, une petite scierie est ouverte là depuis 1976.
Le village vit de la pêche commerciale et du tourisme, et pratique aussi une économie de subsistance. Il est relié au reste de l'état uniquement par air ou par mer.

## Démographie
| 1970 | 1980 | 1990 | 2000 | 2010 | - |
| ---- | ---- | ---- | ---- | ---- | - |
| 227  | 215  | 222  | 256  | 194  | - |

## Sources et références
- (en) CIS

- (en) Cet article est partiellement ou en totalité issu de l’article de Wikipédia en anglais intitulé « Port Lions, Alaska » (voir la liste des auteurs).

1. ↑  « Statistiques des États-Unis (Alaska) - Profils des communautés de 2010 » (consulté en octobre 2020)